# .uk
.uk je vrhovna internetska domena (country code top-level domain - ccTLD) za Ujedinjeno Kraljevstvo. Domenom upravlja Nominet UK.

## Vanjske poveznice
- IANA .uk whois informacija  Arhivirana inačica izvorne stranice od 7. listopada 2008. (Wayback Machine)